# Virgilio Hernández Paesa
Virgilio Hernández Paesa (Chalon, França, 5 de setembre de 1968) és un exfutbolista i entrenador espanyol. Jugava de Defensa.

## Trajectòria
Format al planter del Reial Saragossa, va arribar al segon equip al 87, després d'una breu estada al CD Logroñés. Debutaria en Primera amb els aragonesos a la 88/89, jugant deu partits de lliga, però no va tenir continuïtat a Saragossa.
A l'hivern de la 88/89 va recalar al Real Múrcia, i a la campanya segëunt a la SD Huesca, on romandria dos anys. El 1991 retornaria a la categoria d'argent, a les files del Palamós, i la temporada 92/93 signaria la seua millor temporada amb la UE Lleida, amb 38 partits i cinc gols, decisius per a l'ascens dels lleidatans a la primera divisió.
El Lleida, però, només va aguantar una temporada entre els millors. Eixe 93/94, Virgilio jugà 35 partits i marcà quatre gols. Continuà de titular la 94/95, ja de nou a Segona.
L'estiu del 95 fitxa per la SD Compostela, en la qual seria la seua darrera temporada a primera divisió. Va disputar 17 partits, molts d'ells de suplent, i va marcar un gol. A partir d'aquest moment la carrera de Virgilio entre en un suau declivi: la temporada 96/97 no juga cap partit a la UD Mérida i recala al Campomaiorense portugués, i la temporada 97/98 baixa a la Segona B per jugar amb el Còrdova.
Binèfar, Àguilas i Figueruelas serien els següents equips a la llista. Retornaria a la SD Huesca el 2000, amb l'equip a Tercera. A l'any següent canviaria pel grup murcià, al Sangonera i el Mazarrón, i el 2002 fitxaria pel San Gregorio.
Des del 2003 fins a la seua retirada el 2006, va passar per un seguit d'equips de la regional aragonesa: Botorrita, Deportivo Robres, Illueca, Gurrea i Almudevar.
Ha seguit a les divisions inferiors aragoneses com a entrenador, tot dirigint a clubs com el Binèfar o el Tamarite.
La temporada 2016-2017 entrena a la UE Bossòst, equip aranés que milita a la categoria excellence de la Federació Francesa de Futbol.